# Ringwall von Oersdorf
Der Ringwall von Oersdorf, auch bekannt als Stonehenge der Stader Geest, ist eine Wallanlage am Rand eines Hochmoors bei Oersdorf, einem Ortsteil der Gemeinde Ahlerstedt im Landkreis Stade (Niedersachsen).  Der Ringwall liegt nahe der Twiste und hat einen Durchmesser von ca. 185 m. Die Anlage ist ungefähr 2,5 ha groß.

## Beschreibung und Alter
Der Wall war aus Heidesode erbaut und mit Steinen befestigt. Vor dem Wall lag ein großer Graben. Innerhalb der Anlage befand sich ein weiterer Graben. 2012 vorgenommene Pollenanalysen ergaben, dass Pollen im Graben der Anlage vor allem von Erlen, Eichen und Haselbusch vorkamen, was auf eine Entstehungszeit von ca. 7000 bis 4000 v. Chr. hindeutet. Durch die C14-Methode wurde in Erfahrung gebracht, dass sich in der vorrömischen Eisenzeit am Grunde des Grabens Torf gebildet hat.
Die Einwohner der Umgebung hatten die Anlage Isern Hinnerk zugeschrieben, der im 14. Jahrhundert gelebt hat. Man deutete die Anlage zuerst als Burg. Nachdem festgestellt worden war, dass der Wall an vier Stellen unterbrochen war, geht man davon aus, dass es sich um eine Kultstätte gehandelt haben könnte.

## Forschungsgeschichte
Erstmals ist die Anlage in den 1920er Jahren von dem Lehrer und Heimatforscher Willi Wegewitz beschrieben worden. Wegewitz ging davon aus, dass die Anlage in der Zeit des Sachsenkriegs gegen Karl den Großen von den Sachsen angelegt worden ist. Nach dem Zweiten Weltkrieg untersuchte der Denkmalpfleger Adolf Cassau die Anlage. Zu dieser Zeit war der Wall noch ca. 60 cm hoch und drei Meter breit. Ein Teil der Anlage wurde 1949 komplett untergepflügt und auch der Rest der Anlage wurde teilweise kultiviert.
2011 haben Wissenschaftler der HafenCity Universität Hamburg die Anlage mit einem Laserscanner vermessen. Auch eine geomagnetische Prospektion fand statt. Dabei ist 200 m von der Anlage entfernt ein Siedlungsplatz aus der Jungsteinzeit gefunden worden. 2012 wurde eine 200 m² große Fläche ausgegraben.